# Honte et Dignité
Honte et dignité (Genanse og verdighet ), publié en 1994, est un roman de l'écrivain norvégien Dag Solstad.

## Résumé
Oslo, années 1990-1999, un professeur agrégé un soupçon soûlographe donne devant un public peu concerné d'élèves de classe terminale de lycée un cours sur la pièce (peu motivante ?) Le Canard sauvage (1884) d'Henrik Ibsen, l'un des grands auteurs de la littérature classique norvégienne.
À la sortie du cours, ce lundi pluvieux, son existence bascule : le quinquagénaire explose, massacre son parapluie pliant récalcitrant, insulte des élèves, comprend qu'il met ainsi fin à sa carrière de professeur, se met en marge de la société. Il commence une assez longue déambulation dans l'espace et le temps.
Au début des années 60, une amitié ou une fraternité s'établit entre Johan Corneliussen, guilleret, allègre, folâtre, sportif, fêtard, généreux, adorateur effréné de la vie (sans blague ni chanson), affreusement curieux de tout, philosophe doué et ambitieux, spécialiste de Kant, et Elias Rukla, renfrogné, revêche, asportif. Après quelques années, Johan lui présente une de ses élèves, Eva Linde, d'une beauté presque irréelle (p. 85). À l'automne 1969, le couple emménage dans un appartement rénové et meublé par les amis (dont Elias).
En 1970, le couple se marie, et leur fille Camilla naît. Elias est très souvent un compagnon de cette famille, tout en continuant à beaucoup discuter avec Johan à l'extérieur. En 1976, Johan, homme entier, mais qui n'a pas décollé, part seul aux États-Unis, confiant la garde d'Eva et Camilla à son ami Elias, vieux garçon, homme partiel (p. 100), subjugué par elle en sa qualité d'épouse de Johan Corneliussen (p. 102).
De 1970 à 1976, Johan a connu une importante évolution intellectuelle, dont témoigne son mémoire sur la filiation entre Kant et Marx. Johan a été capturé par le marxisme, mais il s'intéresse depuis toujours à la publicité, ou l'art commercial, et la fascination des masses populaires pour les métropoles, fascination d'être en concomitance avec les grosses voitures, etc : Les rêves étanchent la soif. Les rêves apportent la satisfaction (p. 110). Son départ aux USA au service du capitalisme, dans un bureu de consultants spécialisé ,dans l'évaluation des idées, des théories et des concepts commerciaux (p. 111) relève d'un projet longtemps médité : l'amour est mort.
La relation d'Elias et Eva est ambivalente : elle était venue à lui et était restée auprès de lui (p. 121). Chacun est incapable de verbaliser son amour ou son attachement pour l'autre. Eva Linde est une belle épouse désirable, un peu enfant gâtée, gamine chouchoutée. Elle a abandonné ses études, est devenue employée de bureau à mi-temps. 
Camilla reçoit des nouvelles de son père en 1980, le rejoint pour huit semaines en 1984. Après son baccalauréat, elle quitte l'appartement familial pour ses études. Elias a toujours été un beau-père présent et facilitateur des relations entre la fille et la mère.
Depuis des années, Elias a perdu tout intérêt pour la presse, la télévision, et passe ses soirées à récriminer, alors qu'Eva a repris ses études, et est devenue travailleuse sociale, dans l'objectif d'être admise à la Haute École de sciences sociales et communales. Bien sûr, elle cherche à rectifier son apparence fanée (p. 169), replète, libérée, avec beaucoup de classe : contrainte et forcée de jouer sur sa beauté à défaut d'avoir autre chose sur quoi jouer (p. 174). Éducateur public, loyal envers la société, paisible et falot, inintéressant, Elias souffre de ne plus avoir de possibilité de conversation, d'interlocuteur : Tous les matins, une quarantaine à une cinquantaine d'esclaves de leurs dettes, harnachés de leur boîte à casse-croûte, occupaient la salle des professeurs du lycée de Faderbog (p. 150). Le niveau culturel élevé supposé n'est jamais là, sauf quand un professeur de mathématiques lâche Je me sens un peu Hans Castorp aujourd'hui (p. 155), en hommage au personnage de La Montagne magique de Thomas Mann.
En ce jour de 1993, Eva (43 ans), une femme naturelle à l'aube de ses cinquante ans, admise à la Haute École, malgré sa probable indifférence à lui se retrouve dépendante (financièrement) de lui, 53 ans, désormais sans situation, sans revenu, perdu.

## Personnages
- Elias Rukla, né en 1940, étudiant en philologie, professeur de norvégien
- Johan Corneliussen, né en/vers 1940, étudiant puis chercheur en philosophie, puis émigré aux USA
- Eva Linde, né en 1946, employée, épouse Corneliussen puis Rukla
- Camilla Corneliussen, née en 1970